# グダニスク中央駅
グダニスク中央駅（Gdańsk Główny）はポーランドポモージェ県グダニスクにあるポーランド国鉄（PKP）の鉄道駅。

## 駅構造
5面11線の地上駅。ホームの番号は西側から1番から5番まで付けてあり、ホーム2面に三連都市高速鉄道（SKM）、3面にPrzewozy RegionalneとPKPインターシティが発着する。4番ホームには信号扱所が設置されている。ホーム間の移動は地下通路で連絡されている。
中庭には小さなショッピングセンターが、駅構内にはマクドナルドやKFCのようなファーストフード店が入居している。
なお、駅舎はフランスのアルザス地域圏にあるコルマール駅とほぼ同じデザインである。

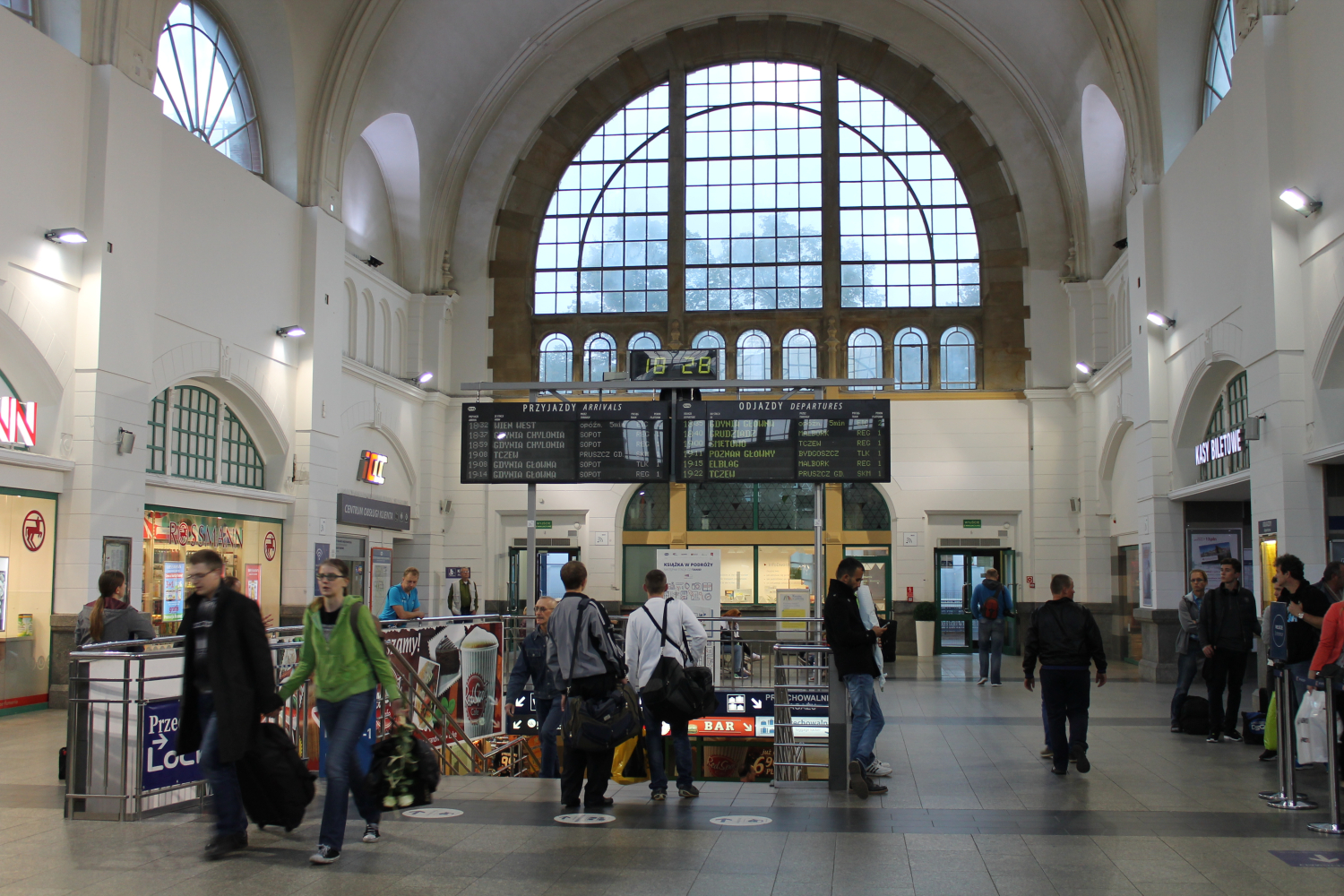
コンコース
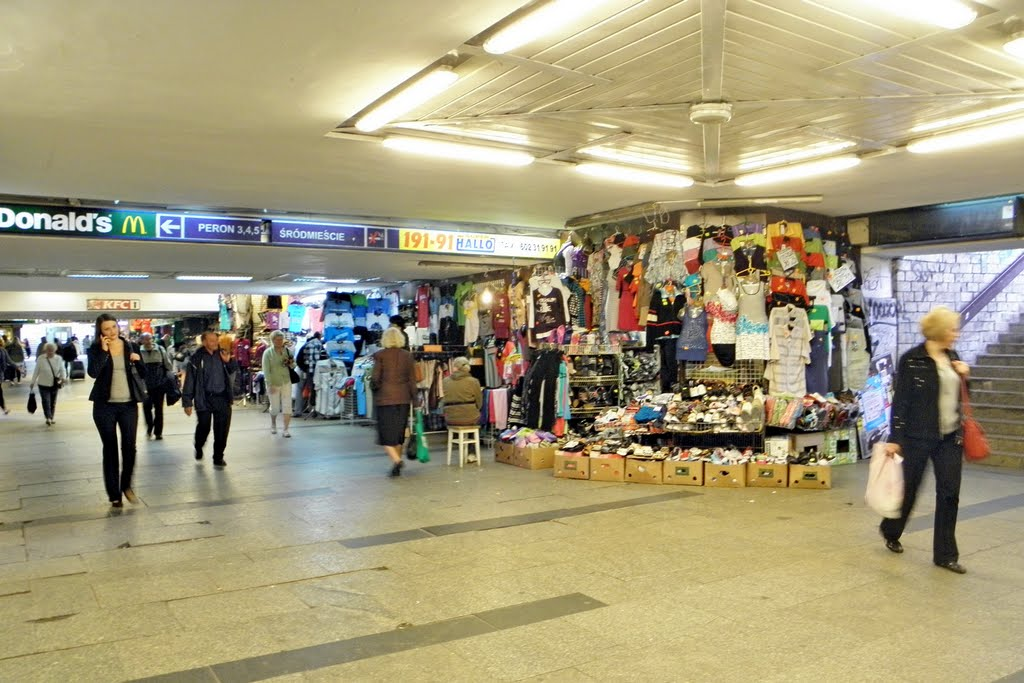
地下通路
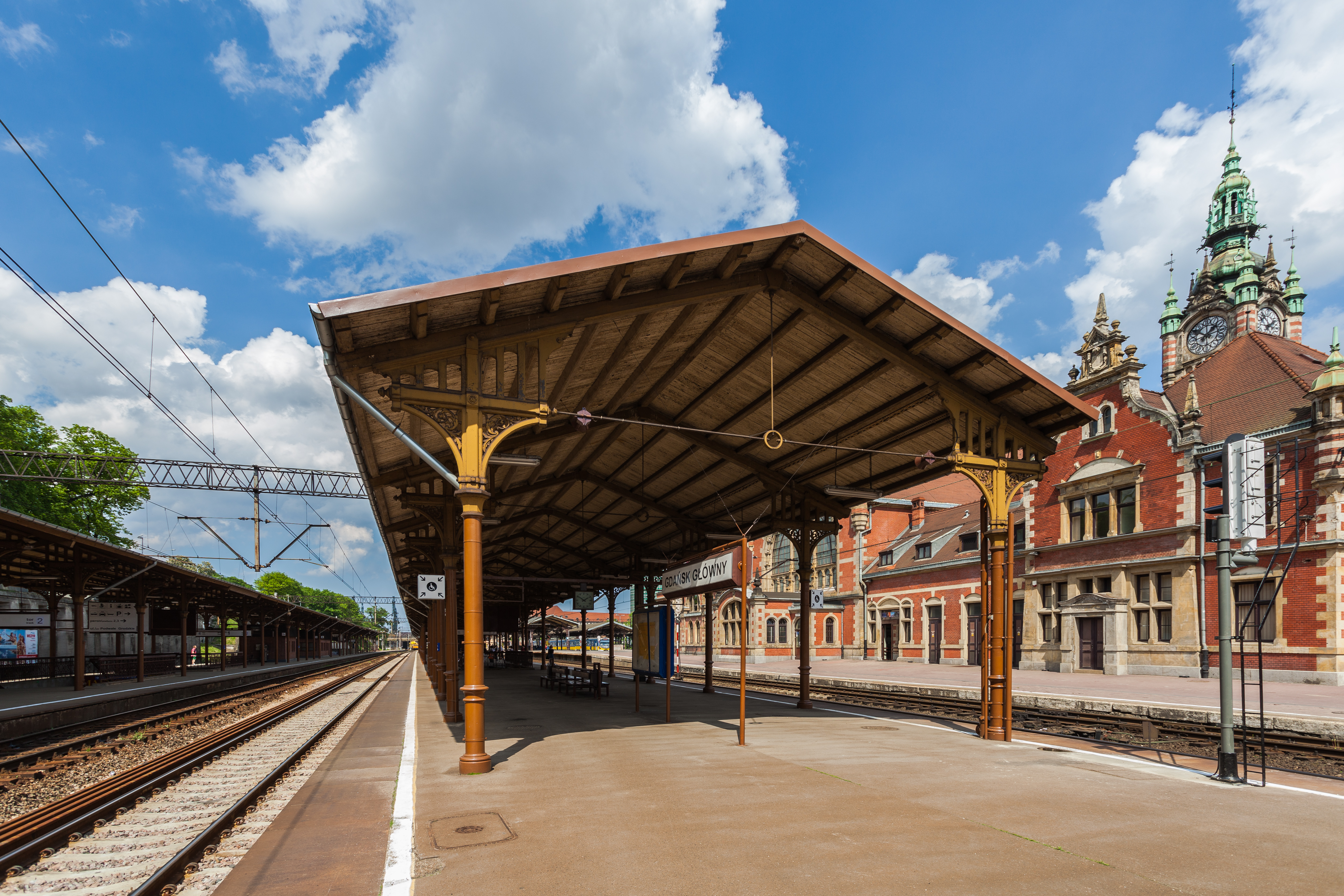
乗り場
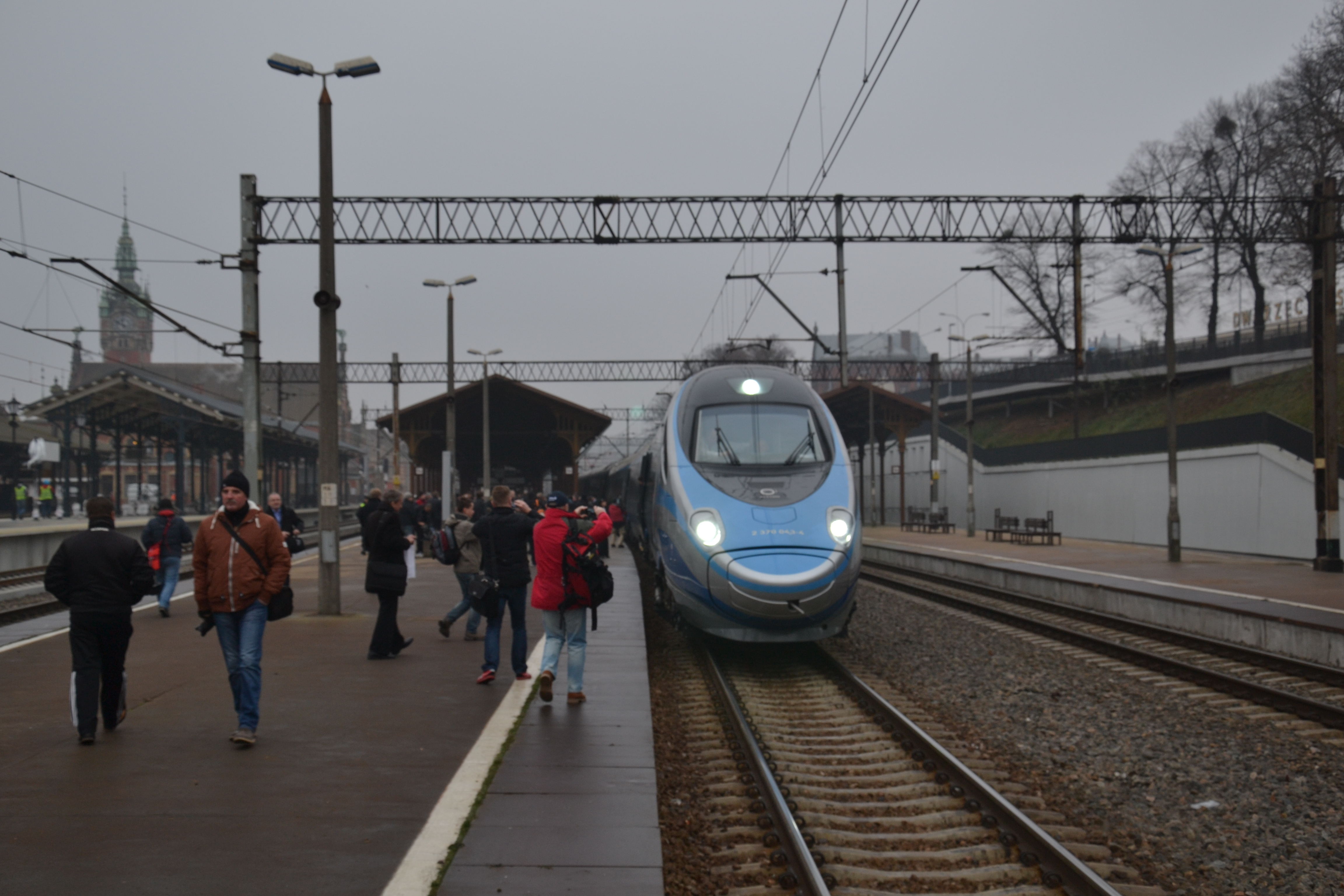
ED250 インターシティ

## 歴史
鉄道が開通したのは1852年だが市の城壁が障害物となっていたため、ここに駅は設置されなかった。1867年になって暫定的な乗り場が設置された。城壁が解体された後、本格的な駅舎の建設が始まり、1900年に完成した。

## 駅周辺
- 旧市街（英語版）
- 聖カタルツィニー教会
- 聖ブリジディ教会

## 隣の駅
ポーランド国鉄
9号線
グダニスク・ビスクピア・グルカ駅 - グダニスク中央駅
202号線
グダニスク中央駅 - グダニスク・ブジェシュチ駅
227号線
グダニスク中央駅 - グダニスク・ザスパ貨物駅
249号線
グダニスク中央駅 - グダニスク造船所駅
250号線
グダニスク中央駅 - グダニスク造船所駅